# فرنسيسكو سباستيان كوردوفا
فرنسيسكو سباستيان كوردوفا (بالإسبانية: Francisco Sebastián Córdova) (12 يونيو 1997 في المكسيك - ) هو لاعب كرة قدم مكسيكي في مركز الوسط. لعب مع نادي أمريكا.

## وصلات خارجية
- فرنسيسكو سباستيان كوردوفا على موقع قاعدة بيانات كرة القدم.إي يو (الإنجليزية)
- فرنسيسكو سباستيان كوردوفا على موقع ناشيونال فوتبول تيمز (الإنجليزية)
- فرنسيسكو سباستيان كوردوفا على موقع Soccerway.com (الإنجليزية)
- فرنسيسكو سباستيان كوردوفا على موقع أوليمبيديا (الإنجليزية)